# 304 v. Chr.
Portal Geschichte | Portal Biografien | Aktuelle Ereignisse | Jahreskalender | Tagesartikel

◄ |
5. Jahrhundert v. Chr. |
4. Jahrhundert v. Chr. |
3. Jahrhundert v. Chr. |
►

◄ | 320er v. Chr. | 310er v. Chr. | 300er v. Chr. | 290er v. Chr. |
280er v. Chr. |
►

◄◄ | ◄ | 307 v. Chr. | 306 v. Chr. | 305 v. Chr. | 304 v. Chr. |
303 v. Chr. |
302 v. Chr. |
301 v. Chr. |
► |
►►

## Ereignisse

### Politik und Weltgeschehen

#### Östliches Mittelmeer und Naher Osten
- Mit Unterstützung des ägyptischen Diadochen Ptolemaios I. gelingt es Rhodos, den Eroberungsversuch des makedonischen Herrschers Demetrios I. Poliorketes abzuwehren. Ptolemaios erhält daraufhin den Beinamen Soter (Retter) und wird als Gott verehrt. Nachdem er, wie die anderen Diadochen, den Königstitel angenommen hat, wird er offiziell zum ägyptischen König gekrönt.
- Der Bau des Kolosses von Rhodos beginnt (vermutet, Fertigstellung 292 v. Chr.).
- Demetrios I. Poliorketes vertreibt die makedonischen Truppen des Kassander aus Attika und erobert Chalkis.

#### Westliches Mittelmeer
- Der Zweite Samnitenkrieg endet: Nach ihrer militärischen Niederlage müssen die Samniten die Herrschaft Roms über Kampanien und die von Rom angelegten Kolonien anerkennen, der Bund der Samniten darf jedoch bestehen bleiben. Die Marser, Paeligner, Marruciner, Frentaner und Vestiner schließen sich dem Frieden an.
- Rom besiegt die Aequer und sichert das Gebiet um den Fuciner See durch die Stadt Alba Fucens, die mit Rom durch die Via Valeria verbunden wird.
- Agathokles von Syrakus ernennt sich zum König von Sizilien. Er lässt die Einwohner von Leontinoi töten und greift die Liparischen Inseln an.
- Tarent, das von den Bruttiern angegriffen wird, ruft Agathokles von Syrakus zu Hilfe.

### Kultur und Religion
- Gnaeus Flavius veröffentlicht die Fasti, den römischen Festtagskalender, der bislang nur den Patriziern zugänglich war.

## Geboren
- Ashoka, Herrscher der altindischen Maurya-Dynastie († 232 v. Chr.)